# 二程
二程，即指中国北宋理学家程颢、程颐兄弟。程颢世称“明道先生”；程颐世称“伊川先生”。二程為洛城伊川人，故其學說，稱之為洛學，有《二程集》，故其学说有二程学派、二程儒学之称。

## 學說
二程早年拜周敦頤為師，在哲学上发挥了孟子至周敦颐的性理学，建立了以“天理”为核心的理学体系。二程在学术上提出的最重要的命题是“万物皆只是一个天理”，认为阳阴二气和五行只是“理”或“天理”创生万物的材料。从二程开始，“理”或“天理”被作为中国哲学的最高范畴使用，亦即被作为世界的本体。二程而且提出人类社会的制度及与之相适应的社会道德规范，也都是“理”在人间社会的具体表现形态。二程的人性论，祖述子思孟子学派的性善论，但在性善论的基础上又进一步深化了，回答了性为什么至善、为什么会产生恶的因素等一系列问题。二程认为，人性有“天命之性”和“气质之性”的区别：前者是天理在人性中的体现，未受任何损害和扭曲，因而是至善无疵的；后者则气化而生的，不可避免地受到“气”的侵蚀，产生弊端，因而具有恶的因素。

## 著作
二程儒学後來由朱熹發揚光大，在明朝成為官學，稱為程朱理学。明代徐必達刊行有《二程全書》。清代涂宗瀛校有《二程全書》。1981年中華書局出版王孝魚《二程集》校本，包括《遺書》、《外書》、《文集》、《易傳》、《經說》、《粹言》，共計87.5萬字：《遺書》即《河南程氏遺書》，由朱熹編定；朱熹又編定《外書》12卷，是《遺書》的補編；張栻編《文集》；《易傳》即《程氏易傳》，是程頤註解《周易》的心得；《經說》是程頤注解儒家四書四經（四書五經不含《禮經》）的著作；楊時編有《粹言》2卷。

## 影響
程颢、程颐所创建的“天理”学说受到了后世历代皇帝的尊崇。宋宁宗嘉定十三年（1220年），谥程颢为“纯”，程颐为“正”。宋理宗淳祐元年（1241年），又追封程颢为“河南伯”，程颐为“伊川伯”，并“从祀孔子庙庭”。元明宗至顺元年（1330年），诏加封程颢为“豫国公”，程颐为“洛国公”。故程颢为“豫国纯公”，程颐为“洛国正公”。

## 差異
程顥、程颐教育思想基本一致，但學術思想略有不同。
學術上，程顥主張「明心見性」，重視「氣」，為學「力行」，影響了陸九淵。程頤主張「格物致知」，重視「理」，為學「窮理」，影響朱熹。
教育上，程顥、程颐想法一樣，主張教育目的在於培養聖人，「聖人之志，止欲老者安之，朋友信之，少者懷之」，聖人以天地為心，「一切涵容復載，但處之有道」，因此，教育必須以培養聖人為職志。在教育內容上，主張以倫理道德為其根本，「學者須先識仁。仁者藹然與物同體，義、智、信，皆仁也。
程顥活潑自然，但程頤嚴肅剛正，神聖不可侵犯，甚至不通人情，實為後世所見的「道學臉孔」。在婦女貞操方面，程頤認為：「……凡取以配身也，若取失節者以配身，是己失節也。」有人問程頤曰：「寡婦貧苦無依，能不能再嫁乎哉？」，程頤則提出「絕對不能，有些人怕凍死餓死，才用饑寒作為藉口，要知道，餓死事小，失節事大。」，作為衡量賢媛淑女的標準。朱熹（1130—1200）在〈與陳師中書〉也同意這樣的說法：「昔伊川先生嘗論此事，以為餓死事小，失節事大。自世俗觀之，誠為迂闊；然自知經識理之君子觀之，當有以知其不可易也。」主張婦女「從一而終」、壓抑「人欲」。

## 評價
姜宸英曾概括说：“河南二程子以持敬之学教学者。其旨以严恭俨恪为要，其功始于动容貌、正颜色、出辞气之间，而推之至于尽性达天知命，盖作圣之基，学者无时而可离者也。”
熊賜履称：“自尧舜以来，圣圣相传，不越一敬。敬者，彻上彻下，成始成终之道也。……二程既以一敬接千圣之传，而伊川则特为主一无适之解，又从而反复发明之，庶几学者有所持守，以为超凡入圣之地。朱子谓程氏之有功于后学，最是主敬得力。”